# El principi poètic

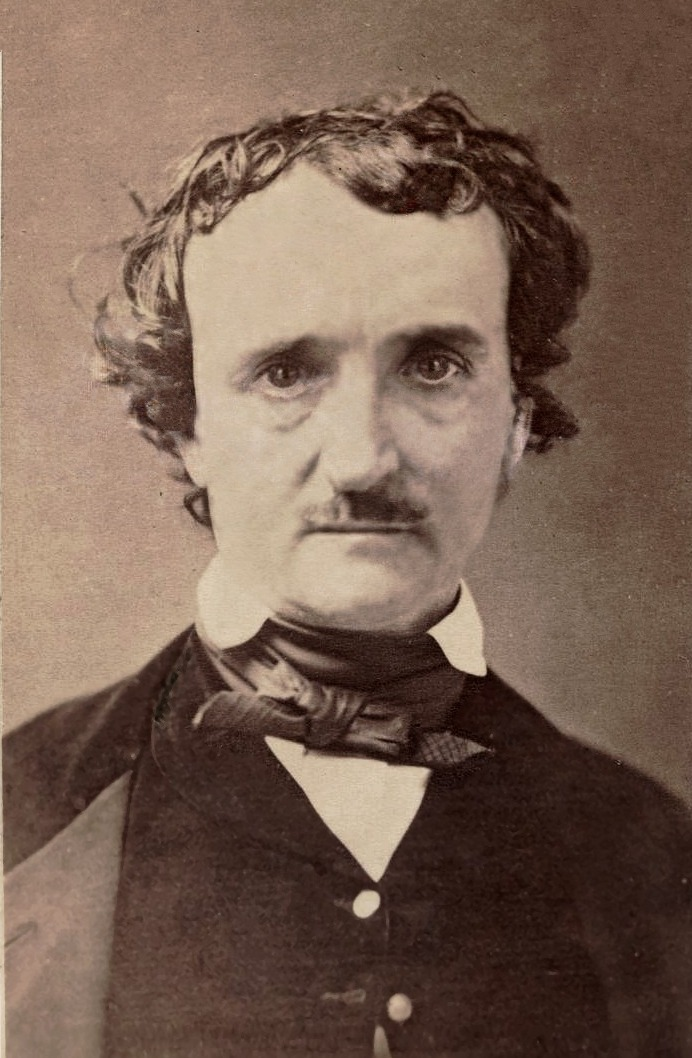
Edgar Allan Poe (1809 - 1849).

El principi poètic (The Poetic Principle en anglés) és un assaig d'Edgar Allan Poe, escrit un poc abans de la seua mort i publicat pòstumament al 1850 en l'Home Journal. És un treball de crítica literària en què Poe presenta la seua teoria literària, i replega una sèrie de conferències que l'autor havia donat en els seus darrers anys de vida.

## Sinopsi
L'assaig argumenta que s'ha d'escriure un poema "pel poema en si" i que la darrera meta de l'art és estètica. També debat el concepte d'un poema llarg, i afirma que l'èpica s'ha d'estructurada en una sèrie de parts més petites, prou curtes com per llegir-les en un sol colp.
L'assaig critica les obres dels poetes coetanis. La queixa més gran és contra el didactisme, que qualifica d'"heretgia". Si bé en aquest assaig Poe es refereix a la poesia, la seua opinió contra el didactisme s'estenia també a la ficció.

## Orígens
L'assaig es basa en una conferència que Poe donà a Providence, Rhode Island, al Liceu Franklin, que atragué una audiència de dues mil persones.
Alguns estudiosos de Poe han suggerit que El principi poètic estava inspirat en part en el fracàs crític de dos dels seus poemes més primerencs, "Al Aaraaf" i "Tamerlà", després dels quals no tornà a escriure un altre poema extens. D'aquesta experiència, l'escriptor conjecturava que els poemes llargs eren incapaços de sostenir un clima apropiat o mantenir una forma poètica d'alta qualitat i estan, per tant, inherentment viciats. Alguns crítics suggereixen que l'autor escrigué aquesta teoria per justificar per què "Al Aaraaf" i "Tamerlà" no eren populars.